# Kristián Pospíšil
Kristián Pospíšil (* 22. dubna 1996, Zvolen) je slovenský hokejový útočník hrající za tým HC Kometa Brno v Tipsport extralize. S Kometou Brno získal titul mistra extraligy v sezóně 2024/25. Je také olympijským medailistou ze Zimních olympijských her 2022 v Pekingu. Jeho mladší bratr Martin Pospíšil je rovněž profesionálním hokejistou a působí jako útočník v týmu Calgary Flames v NHL.

## Kariéra
Dříve hrál za Blainville-Boisbriand Armada v Quebec Major Junior Hockey League. V další sezóně hrál za Sioux City Musketeers v United States Hockey League. V základní části si připsal 40 bodů ve 48 zápasech. V play-off si připsal 14 bodů.
V American Hockey League odehrál pouze dva zápasy za Toronto Marlies se dvěma body za jeden gól a asistenci. V sezóně 2017/18 hrál za Orlando Solar Bears v East Coast Hockey League. V sezóně 2018/19 neodehrál žádný zápas, ale v následující sezóně podepsal smlouvu ve finském týmu Lukko z Liigy.
V sezóně 2022/23 se Pospíšil vrátil do Liigy a v dresu SaiPy odehrál 24 zápasů s bilancí šesti gólů a jedenácti bodů, než 2. ledna 2023 opustil klub a Finsko. Novou dvouletou smlouvu podepsal s českým klubem HC Kometa Brno v Tipsport extralize.

## Statistiky

### Klubové statistiky
| Sezóna        | Klub                         | Soutěž        |     | Základní část | Základní část | Základní část | Základní část | Základní část |   | Play off | Play off | Play off | Play off | Play off |
| Sezóna        | Klub                         | Soutěž        | Z   | G             | A             | B             | TM            | Z             | G | A        | B        | TM       |          |          |
| 2015/16       | Blainville-Boisbriand Armada | QMJHL         | 52  | 25            | 15            | 40            | 74            | 10            | 1 | 2        | 3        | 19       |          |          |
| 2016/17       | Sioux City Musketeers        | USHL          | 48  | 15            | 25            | 40            | 111           | 13            | 5 | 9        | 14       | 14       |          |          |
| 2017/18       | Toronto Marlies              | AHL           | 2   | 1             | 1             | 2             | 2             | —             | — | —        | —        | —        |          |          |
| 2017/18       | Orlando Solar Bears          | ECHL          | 51  | 13            | 13            | 26            | 75            | —             | — | —        | —        | —        |          |          |
| 2018/19       | Newfoundland Growlers        | ECHL          | 0   | 0             | 0             | 0             | 0             | —             | — | —        | —        | —        |          |          |
| 2019/20       | Lukko Rauma                  | Liiga         | 54  | 15            | 19            | 34            | 139           | —             | — | —        | —        | —        |          |          |
| 2020/21       | Lukko Rauma                  | Liiga         | 39  | 8             | 16            | 24            | 58            | 9             | 3 | 3        | 6        | 50       |          |          |
| 2021/22       | Lukko Rauma                  | Liiga         | 18  | 5             | 5             | 10            | 18            | —             | — | —        | —        | —        |          |          |
| 2021/22       | HC Davos                     | NLA           | 8   | 1             | 0             | 1             | 6             | 4             | 2 | 2        | 4        | 6        |          |          |
| 2022/23       | SaiPa                        | Liiga         | 24  | 6             | 5             | 11            | 39            | —             | — | —        | —        | —        |          |          |
| 2022/23       | HC Kometa Brno               | ČHL           | 19  | 9             | 10            | 19            | 23            | 10            | 1 | 3        | 4        | 26       |          |          |
| 2023/24       | HC Kometa Brno               | ČHL           | 48  | 17            | 18            | 35            | 90            | 6             | 1 | 1        | 2        | 8        |          |          |
| 2024/25       | HC Kometa Brno               | ČHL           | 46  | 8             | 27            | 35            | 44            | 16            | 3 | 5        | 8        | 14       |          |          |
| ČHL celkově   | ČHL celkově                  | ČHL celkově   | 115 | 34            | 55            | 89            | 157           | 32            | 5 | 9        | 14       | 48       |          |          |
| Liiga celkově | Liiga celkově                | Liiga celkově | 135 | 34            | 45            | 79            | 254           | 9             | 3 | 3        | 6        | 50       |          |          |

### Reprezentace
| Rok                       | Tým                       | Soutěž                    | Z  | G | A | B | TM |
| ------------------------- | ------------------------- | ------------------------- | -- | - | - | - | -- |
| 2014                      | Slovensko18               | MS-18                     | 5  | 1 | 1 | 2 | 10 |
| 2016                      | Slovensko20               | MS-20                     | 5  | 0 | 0 | 0 | 6  |
| 2021                      | Slovensko                 | MS                        | 7  | 3 | 0 | 3 | 33 |
| 2022                      | Slovensko                 | OH                        | 7  | 0 | 1 | 1 | 2  |
| 2022                      | Slovensko                 | MS                        | 5  | 1 | 0 | 1 | 6  |
| Juniorská kariéra celkově | Juniorská kariéra celkově | Juniorská kariéra celkově | 10 | 1 | 1 | 2 | 16 |
| Seniroská kariéra celkově | Seniroská kariéra celkově | Seniroská kariéra celkově | 19 | 4 | 1 | 5 | 41 |